# Дерак, Амир
Амир Дерак (настоящее имя Амир Дэвидсон, англ. Amir Davidson; 20 июня 1963, Шенесктэди, Нью-Йорк) — американский музыкант персидского происхождения. С 1997 является гитаристом/клавишником синт-рок-группы Orgy. Также был гитаристом в группах Rough Cutt и Jailhouse.

## Карьера
После окончания в 1981 году средней школы Mission Bay в Сан-Диего, Калифорния, Дерак играл на гитаре в местных группах Armed & Ready и Emerald. Затем он переехал в Лос-Анджелес, чтобы заменить Крэйга Голди в Rough Cutt.
Помимо Orgy, у Амира есть сторонний проект, который называется Julien-K, а также он принимал гостевое участие на альбоме Crazy Town The Gift of Game. Julien-K выпустили ремикс на сольную песню Честера Беннингтона из Linkin Park «The Morning After», который эксклюзивно появился на саундтреке к фильму 2006 года, «Другой мир: Эволюция». Дерак описывает звучание Julien-K как «встреча Depeche Mode и Chemical Brothers».
Дерак сыграл эпизодическую роль в фильме «Чумовая пятница» 2003 года и поработал с большим количеством групп, включая Coal Chamber.

## Личная жизнь
Дерак на 1/2 иранец, 1/8 ирландец, австриец, венгр и русский. Он посещал UCLA (Калифорнийский Университет, Лос-Анджелес, англ. University of California, Los Angeles) и получил сертификацию в продюсировании/инженеринге.
Также Дерак занимается дизайном гитар. Он работал с Гровером Джексоном из Jackson Guitars и лично разрабатывал дизайн некоторых гитар, на которых он играет (наиболее известной является The Disruptor).
Одним из мотивов, побудивших Амира разрабатывать дизайн своих гитар, было его желание создать нечто не только уникальное, но и полезное, а также чтобы публика ломала голову: «Вау! На чём играет этот парень?»
У Амира есть сын, Майкл Мелоди Дэвидсон.

## Дискография (продюсирование/инжениринг/микширование и аранжировка)
| Группа/Фильм/Игра           | Альбом                    | Обязанности                                                      | Год  | Статус диска |
| --------------------------- | ------------------------- | ---------------------------------------------------------------- | ---- | ------------ |
| Dead By Sunrise             | Out Of Ashes              |                                                                  | 2009 |              |
| Shadow The Hedgehog         | Саундтрек                 | Продюсер/инжиниринг/микширование для Julien-K                    | 2005 |              |
| Orgy                        | Punk Statik Paranoia      | сопродюсер/инжиниринг                                            | 2004 |              |
| Red Tape                    | Radioactivist             | продюсер/микширование                                            | 2004 |              |
| Sonic Heroes                | Саундтрек                 | продюсер/инжиниринг/микширование для Julien-K                    | 2004 |              |
| Чумовая пятница             | Саундтрек                 | продюсер/инжиниринг для Halo Friendlies                          | 2003 | Золотой      |
| Coal Chamber                | Giving the Devil His Due  | инженеринг/микширование                                          | 2003 |              |
| Coal Chamber                | Dark Days                 | пре-продакшн и аранжировки                                       | 2002 |              |
| Образцовый самец            | Саундтрек                 | сопродюсер/инжиниринг/микширование для Orgy                      | 2001 |              |
| Spineshank                  | The Height of Callousness | пре-продакшн и аранжировки                                       | 2000 |              |
| Крик 3                      | Саундтрек                 | ремиксы для Orgy                                                 | 2000 | Золотой      |
| Orgy                        | Vapor Transmission        | сопродюсер/инжиниринг                                            | 2000 | Золотой      |
| Danzig                      | Satan’s Child             | микширование                                                     | 1999 |              |
| Coal Chamber                | Chamber Music             | микширование                                                     | 1999 |              |
| Spineshank                  | Stricklydiesel            | продюсер/инжиниринг/микширование                                 | 1998 |              |
| Orgy                        | Candyass                  | сопродюсер/и нженеринг                                           | 1998 | Платиновый   |
| Чужая страна                | Саундтрек                 | микширования для Coal Chamber                                    | 1998 |              |
| Невеста Чаки                | Саундтрек                 | микширование для Coal Chamber                                    | 1998 |              |
| Трибьют-альбом Роду Стюарту | Forever Mod               | портрет рассказчика/продюсер/инжиниринг/микширование/аранжировка | 1997 |              |
| Coal Chamber                | Coal Chamber              | инжиниринг / микширование                                        | 1997 | Золотой      |
| Eels                        | Beautiful Freak           | инжиниринг                                                       | 1996 | Золотой      |

## Дополнительные факты
- Сценический псевдоним Амир Дерак основан на игре слов, означающей «Я здесь, чтобы играть рок» (англ. I'm here to rock). Также  Дерак является сокращённой фамилией родного отца Амира.